# Lidl (nemzetközi cég)
A Lidl Európa egyik vezető diszkontáruház-lánca, melynek székhelye Neckarsulmban található. 31 országban van jelen 11 200 áruházzal és több mint 200 logisztikai központtal (2021. március). Több mint 310 000 munkavállalót foglalkoztat világszerte. A Lidl a Schwarz Gruppe leányvállalata, de a csoporthoz tartozik a Kaufland hipermarketlánc is.
A Lidl Magyarországon 2004-ben kezdte meg működését és dinamikus fejlődésének köszönhetően mára a kiskereskedelmi szektor egyik meghatározó szereplőjévé nőtte ki magát.

## Története
A Lidl története egészen az 1930-as évekig nyúlik vissza, amikor Joseph Schwarz és családja Németországban megnyitotta élelmiszer-nagykereskedelmi boltját, majd szövetségre lépett a Südfrüchte Großhandlung Lidl & Co. gyümölcs-nagykereskedéssel. A Lidl & Schwarz KG rövid időn belül az egyik legsikeresebb élelmiszer-nagykereskedés lett.

Egy Lidl áruház belűlről

Később a cég Neckarsulmba költözött, és Dieter Schwarz átvette apjától, Joseph Schwarztól a családi vállalkozás irányítását. Ludwig Lidltől pedig 1 000 német márkáért megvásárolta a márkanevet, s új fejezet kezdődött a cég életében.

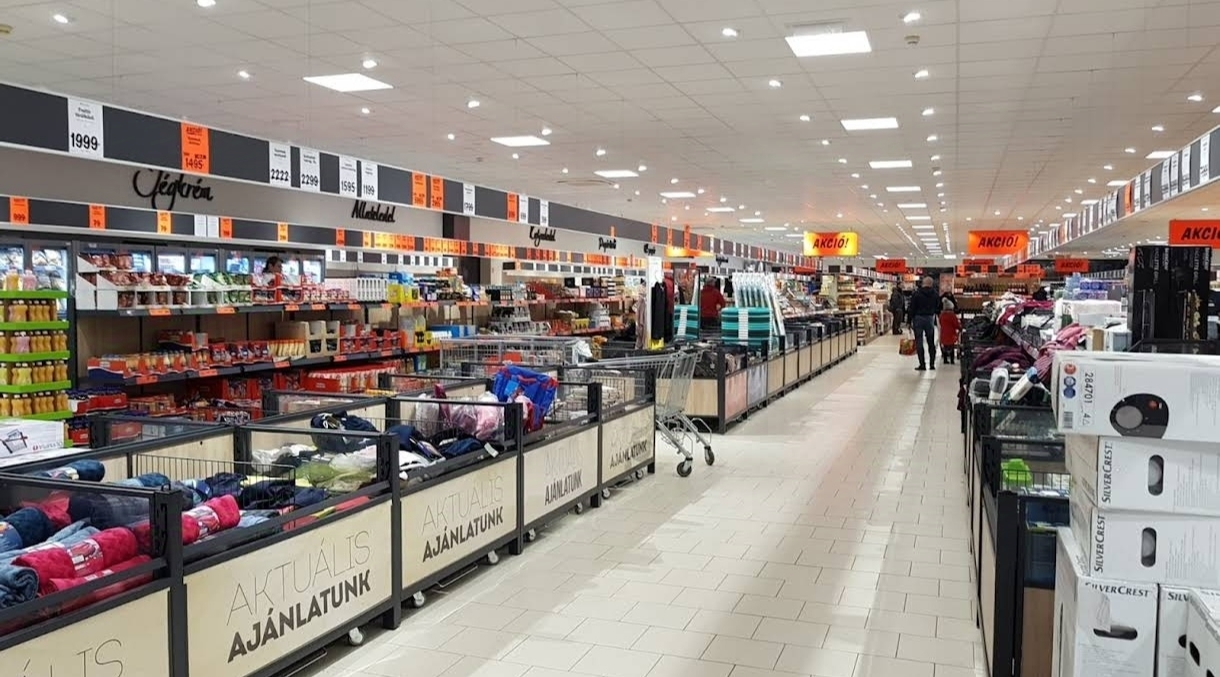
Egy Lidl áruház belűlről

1973-ban épült az első olyan diszkontáruház, amelyet ma is jól ismerünk. A dinamikus fejlődésnek köszönhetően 15 évvel később, 1988-ban már 460 áruházzal rendelkezett a vállalat Németország szerte, 1989-ben pedig a franciaországi üzlet megnyitásával kilépett a nemzetközi piacra is. Mára a Lidl Európa egyik vezető diszkontáruházává nőtte ki magát, 32 országban több mint 12 600 üzlettel és 200 logisztikai központtal van jelen. Mára már Európa legnagyobb diszkont élelmiszer-kereskedelmi hálózatát tudhatja magáénak.
Magyarországon 2004-ben nyitotta meg első logisztikai központját és 12 áruházát. 2024 augusztusában már 209 áruházzal és 4 logisztikai központtal rendelkezik. 2024 szeptemberében letették az eddigi legnagyobb logisztikai központjának alapkövét Kiskunfélegyházán.

## Lidl külföldön

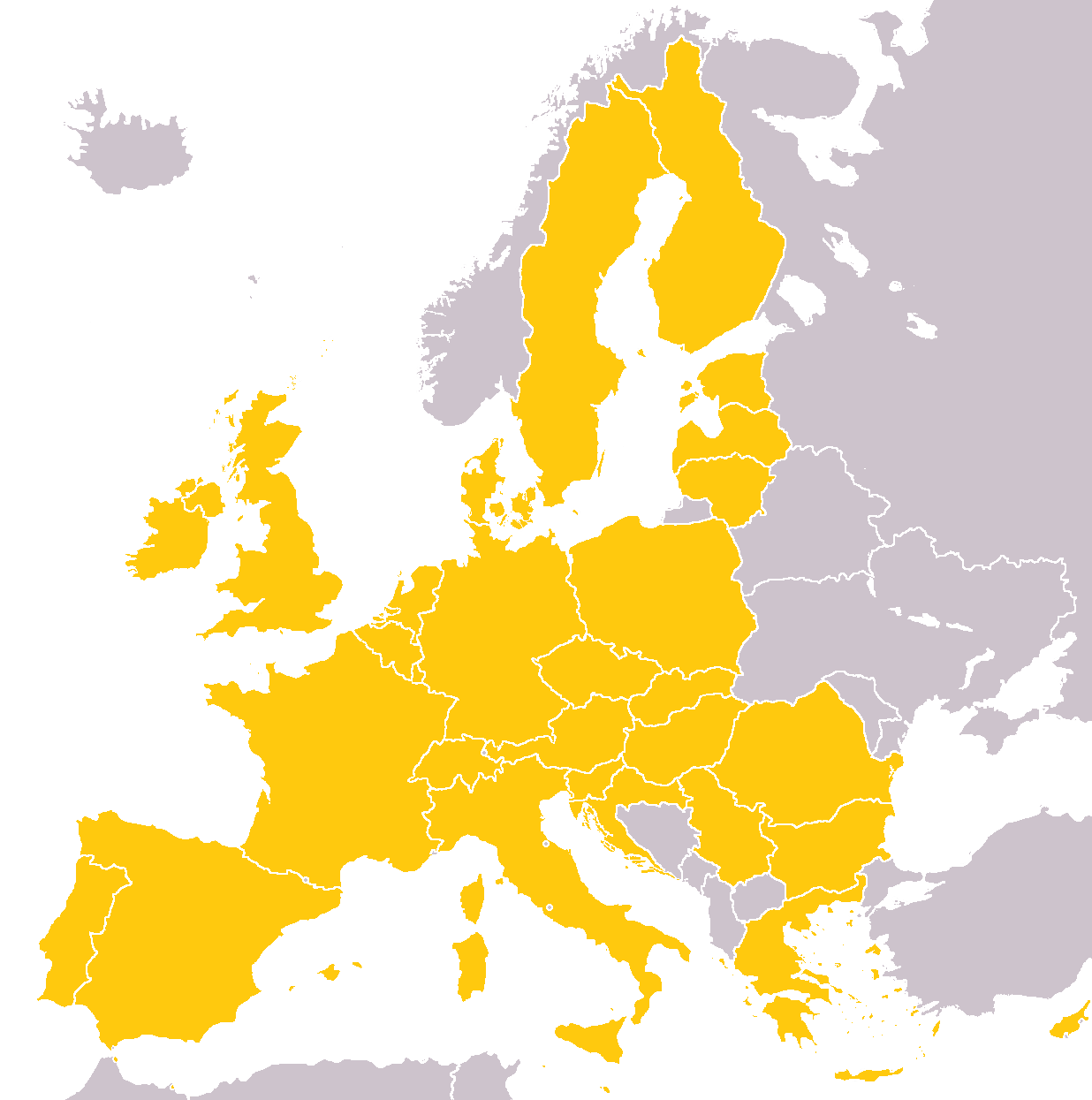
Európai országok, amelyekben jelen van a Lidl

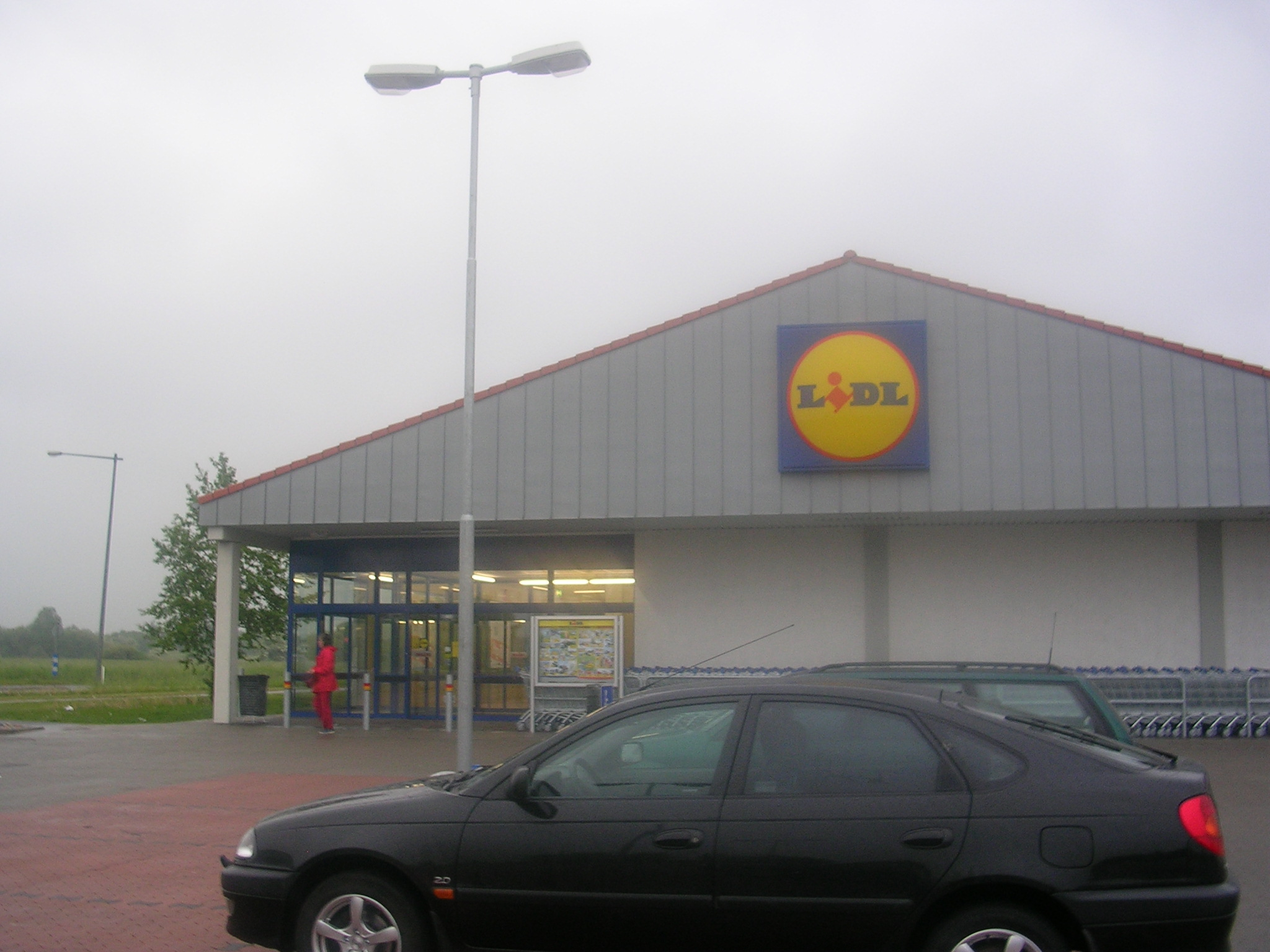
Egy Lidl a svédországi Lommában

A Lidl 1989-ben lépett ki a nemzetközi piacra, az első franciaországi üzlet megnyitásával, amelyet intenzív terjeszkedés követett. Jelenleg 31 országban található meg.
| Ország                    | Nyitás ideje | Áruházak száma |
| ------------------------- | ------------ | -------------- |
| Amerikai Egyesült Államok | 2017         | 183            |
| Ausztria                  | 1998         | 255            |
| Belgium                   | 1995         | 310            |
| Bulgária                  | 2010         | 136            |
| Ciprus                    | 2010         | 21             |
| Csehország                | 2003         | 316            |
| Dánia                     | 2005         | 150            |
| Egyesült Királyság        | 1994         | 1011           |
| Észtország                | 2022         | 18             |
| Finnország                | 2002         | 205            |
| Franciaország             | 1989         | 1600           |
| Görögország               | 1999         | 231            |
| Hollandia                 | 1997         | 440            |
| Horvátország              | 2006         | 111            |
| Írország                  | 1999         | 180            |
| Lengyelország             | 2002         | 900            |
| Lettország                | 2021         | 34             |
| Litvánia                  | 2016         | 80             |
| Luxemburg                 | 2001         | 13             |
| Magyarország              | 2004         | 215            |
| Málta                     | 2008         | 10             |
| Németország               | 1973         | 3250           |
| Olaszország               | 1992         | 730            |
| Portugália                | 1995         | 273            |
| Románia                   | 2011         | 365            |
| Spanyolország             | 1994         | 700            |
| Svájc                     | 2009         | 170            |
| Svédország                | 2003         | 205            |
| Szerbia                   | 2018         | 78             |
| Szlovákia                 | 2004         | 164            |
| Szlovénia                 | 2007         | 68             |
| Összesen                  |              | 12 410         |